# Las Letea
Las Letea (rumuński: Pădurea Letea) – najstarszy rezerwat przyrody w Rumunii. Znajduje się w Rumunii, w Okręgu Tulcza, na wschód od gminy C.A. Rossetti. Jego powierzchnia to około 2825 ha. Rezerwat został założony decyzją rumuńskiego rządu w 1938 roku. Cechą charakterystyczną rezerwatu jest szeroka obecność pnączy, na przykład chmielu, dzikich winogron i różnego rodzaju lian. W rezerwacie występuje wiele rodzajów fauny i flory; florę w rezerwacie reprezentują między innymi: topola biała, topola czarna, wiąz, dąb szypułkowy, lipa srebrzysta i olsza czarna. Faunę reprezentują między innymi: kobczyk zwyczajny, bielik, kraska, dudek i żmija łąkowa.